# Kúzmino
Kúzmino (en rus: Кузьмино) és un poble de l'óblast de Vladímir, a Rússia, segons el cens del 2010 tenia 83 habitants. Pertany al districte municipal de Sóbinka.